# Surfer Blood
Surfer Blood — американський гурт із Вест-Палм-Біч, Флорида, що грає в стилі інді-рок. Станом на 2018 рік співпрацює з лейблом Joyful Noise Recordings, раніше — з Warner Bros. Records. Гурт має чотирьох учасників: Джон Пол Піттс (вокал/гітара), Майк Мак-Клірі (гітара/бек-вокал), Ліндсі Міллз (бас-гітара/бек-вокал) і Тайлер Шварц (ударні).

## Формування
Члени-засновники гурту, Джон Пол Піттс і Тайлер Шварц, почали спільно творити музику в Орландо, Флорида. Їхній проект звався Jabroni Sandwich. Пізніше вони переїхали у своє рідне місто — Вест-Палм-Біч, Флорида, де до них у 2008 році приєднався гітарист Люк Боват і басист Фредді Швенк, а їх спільний гурт отримав назву «TV Club». У цій своїй ранній інкарнації групи вони розвинули більшість того матеріалу, який зрештою опиниться в дебютному альбомі гурту Surfer Blood — Astro Coast. Гурт TV Club проіснував приблизно рік, після чого Бовата вигнали, а Швенк покинув компанію з власної ініціативи. Приблизно в цей же час Піттс і Шварц зустріли Томаса Фекета на фестивалі Ultra Music Festival після вечірки в Маямі, і гурт змінив назву на Surfer Blood (назва, яку Шварц вигадав цілком випадково під час розмови з Піттсом про свій серферський шкільний рюкзак), поставивши собі за ціль негайно взятися а випуск альбому і почати безупинне музичне турне.

## Історія
Дебютний сингл 2009 року, «Swim», отримав значне схвалення критиків та потрапив на 37 місце серед сотні найкращих музичних композицій 2009 року за версією Pitchfork. У січні 2010 року гурт випустив свій перший альбом, Astro Coast.
Багато хто називав гурт відкриттям 2009 року на музичному марафоні CMJ Music Marathon. У березні 2010 року, виконуючи музику зі свого дебютного альбому Astro Coast, гурт Surfer Blood здійняв фурор на музичній вечірці SXSW, яку організовує NPR (і повернувся на SXSW ще у 2011 році). У травні 2010 року гурт виступив на музичному фестивалі ATP під кураторством гурту Pavement, наряду з іншими музичними групами, такими як Broken Social Scene, The Walkmen та Atlas Sound. Пізніше того ж місяця Surfer Blood вирушили до Іспанії, щоб долучитися до учасників фестивалю San Miguel Primavera Sound. У серпні того ж року гурт завершив літо участю в іще двох музичних фестивалях — Splendour in the Grass в Австралії та Summer Sonic у Токіо.
Les Savy Fav обрали гурт Surfer Blood для участі у фестивалі ATP Nightmare Before Christmas, співкураторами якого вони були в грудні 2011 року в Майнгеді, Англія.
25 жовтня 2011 гурт Surfer Blood випустив міні-альбом Tarot Classics під лейблом Kanine Records. Перший сингл цього міні-альбому, «Miranda», дебютував на Pitchfork 30 серпня 2011 року, а композицію «I'm Not Ready» 8 грудня 2011 назвали «Піснею дня» на радіо NPR. До виконавців, ремікси яких увійшли до міні-альбому, належать: Totally Sincere (Коннор Ганвік із The Drums і Пеггі Ванг із The Pains of Being Pure at Heart), Speculator, School of Seven Bells та Аллен Блікл.
Гурт виступав на розігріві у Pixies протягом їхнього музичного туру Doolittle Lost Cities Tour 2011 року. Домовленість про участь у турне з'явилась після того, як Піттс зустрів учасників гурту Pixies в аеропорту в Новій Зеландії і почув, що вони знайомі з творчістю Surfer Blood. Surfer Blood виконали кавер на пісню «Gigantic» для серії відеокліпів «AV Undercover» вебсайту The A.V. Club, про який Піттс каже, що йому хотілося б його вважати «соломинкою, яка зламала верблюдові спину, коли настав час приймати рішення» щодо їхньої участі в турне.
9 січня 2012 року вони з'явилися на телевізійному шоу Late Night із Джиммі Феллоном, де вони виконали сингл «Miranda» з міні-альбому Tarot Classics. Наступного дня з'явилися новини, що гурт вирушить до студії звукозапису в лютому 2012 за участі продюсера Філа Ека (Fleet Foxes, Built to Spill), щоб почати запис свого дуже очікуваного другого альбому, що, зрештою, не підтвердилося, оскільки в травні 2012 року гурт повідомив через свій обліковий запис на Twitter, що 12 травня 2012 року вони для запису нового альбому вирушають до Каліфорнії, де співпрацюватимуть із легендарним продюсером Гілом Нортоном.
| |
| Джон Пол Піттс та Ліндсі Міллз виконують на музичному заході The Saint у місті Есбері-Парк, Нью-Джерсі, серпень 2017 |

|                                                                |
| Ліндсі Міллз на сцені музичного заходу The Saint, серпень 2017 |

|                                                      |
| Тайлер Шварц на сцені заходу The Saint, серпень 2017 |

|                                                                            |
| Майк Мак-Клірі під час виступу на музичному заході The Saint, серпень 2017 |

|                                                                                             |
| Ліндсі Міллз і Джон Пол Піттс у розпалі виступу на музичному заході The Saint, серпень 2017 |

21 січня 2013 року гурт завантажив у мережу нову пісню зі свого другого альбому «Pythons» — «Weird Shapes». Сам альбом вийшов 11 червня 2013 року під лейблом Warner Bros. Records.
У лютому 2014 року гурт оголосив, що розпочав роботу над своїм третім студійним альбомом. 20 травня 2014 року колектив уперше опублікував відео, на якому було показано, як вони виконують пісню під назвою «Island». Цю пісню вони грали ще в 2011 році під час різноманітних радіо-сесій. 16 вересня 2014 року на Soundcloud з'явилася нова пісня гурту Surfer Blood під назвою «NW Passage», записана в рамках спліт-синглу, спільного з музичним колективом We Are Scientists. 17 лютого 2015 року гурт оголосив про вихід свого третього студійного альбому — «1000 Palms», повідомивши, що він вийде під лейблами Fierce Panda та Joyful Noise Recordings 12 травня. Прем'єра основного синглу альбому, «Dorian», відбулася опівночі на BBC Radio 1.
Гітарист Томас Фекет покинув гурт 2015 року, невдовзі після оголошення про вихід альбому «1000 Palms». Причиною цьому стало виявлення в нього рідкісної форми раку (саркоми), який поширився на його легені та спину. Такий діагноз йому поставили взимку 2014 року. 20 квітня 2015 року гурт започаткував кампанію зі збору коштів за допомогою сайту GoFundMe, щоб допомогти Томасові з оплатою його медичних рахунків. 31 травня 2016 року дружина Томаса Фекета повідомила смерть гітариста.
У червні 2015 року Surfer Blood на підтримку альбому 1000 Palms опублікували відеокліп на пісню «Island».
У жовтні 2015 року гурт повідомив, що їхній постійний учасник, басист Кевін Вільямс, покидає його на користь нової роботи в Остіні, штат Техас. Пізніше гурт оголосив, що їхня давня подруга з вищої школи, Ліндсі Міллз, замінить Кевіна на бас-гітарі.
Четвертий альбом гурту, Snowdonia, побачив світ 3 лютого 2017 року. Це — перший альбом, що вийшов з моменту смерті Фекета, а в записі вперше брали участь Ліндсі Міллз і гітарист Майкл Мак-Клірі.

## Проблеми із законом
У березні 2012 року фронтмена Джона Пола Піттса заарештували у зв'язку з домашнім насиллям у Лейк-Ворті, Флорида. Він не робив спроб спростувати ці звинувачення і погодився на участь у спеціальній програмі під наглядом суду замість дійсного судового процесу, оскільки останній зруйнував би його плани на проведення музичного турне. Згодом всі звинувачення зняли.

## Дискографія

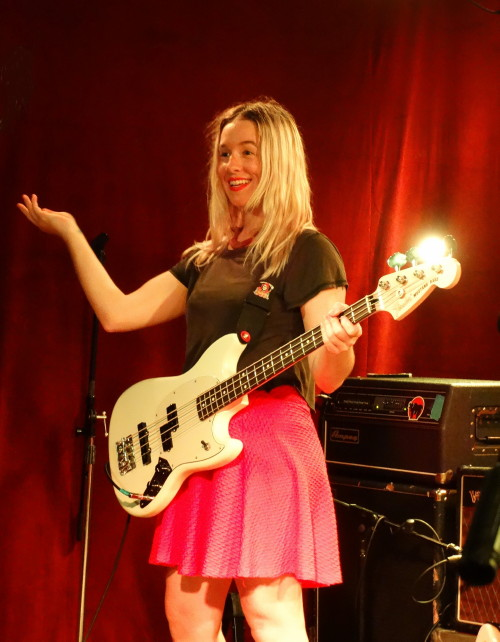
Ліндсі Міллз на сцені музичного заходу The Saint у місті Есбері-Парк, Нью-Джерсі, серпень 2017

### Альбоми
- Astro Coast (2010) #124 у США[26][27]
- Pythons (2013) #127 у США[27][28]
- 1000 Palms (2015) #160 у США
- Snowdonia (2017)

### Міні-альбоми
- Tarot Classics (25 жовтня 2011)[29]

### Сингли
- «Swim» (2009)
- «Slow Jabroni» (2009)
- «Take It Easy» (17-04-2010, Kanine Records)
- «Swim» (01-05-2010, повторний випуск на Rough Trade)
- «Floating Vibes» (28-09-2010, Kanine Records)
- «Miranda» (2011, Kanine Records)
- «Demon Dance» (2013, Warner Bros. Records)
- «Spanish Bombs» (2013, Warner Bros. Records)
- «Grand Inquisitor» (2015, Joyful Noise Recordings)[30]
- «I Can't Explain» (2015, Joyful Noise Recordings)[31]
- «Women of Your Life», кавер на пісню гурту Sleeping Bag (2016, Joyful Noise Recordings)
- «Evil Cat» (2016, Joyful Noise Recordings)[32]
- «Six Flags in F or G» (2016, Joyful Noise Recordings)

## Згадки в поп-культурі
- Пісню «Swim» гурту Surfer Blood можна послухати у відеогрі Power Gig: Rise of the SixString. «Swim» та «Floating Vibes» також випустили у форматі контенту, доступного для завантаження, у рамках серії відеоігор Rock Band через серсвіс Rock Band Network. «Floating Vibes» з'являється й у відеогрі «Test Drive Unlimited 2». Пісня «Demon Dance» та відеокліп на неї присутні у відеогрі «Guitar Hero Live».

- У квітні 2015 року пісня «Swim» звучала в одній із серій серіалу «Шибайголова» компанії Netflix.[33]